# Bitwa pod Arras (1917)
Bitwa pod Arras 1917 roku (znana także jako druga bitwa pod Arras) – ofensywa brytyjska na froncie zachodnim I wojny światowej prowadzona od 9 kwietnia do 16 maja 1917 roku. W jej trakcie oddziały brytyjskie atakowały siły niemieckie rozlokowane na wschód od miasta Arras w północnej Francji. Była częścią francusko-brytyjskiej ofensywy Nivelle’a.
Przed rozpoczęciem bitwy alianci przygotowali rozwiniętą sieć tuneli i podziemnych kwater dla wojska. W historycznych piwnicach miasta ulokowano 13 000 żołnierzy, zaś w zabezpieczonych jaskiniach pozostałych po kamieniołomach kolejne 11 500.
Ofensywa została poprzedzona ciężkim bombardowaniem pozycji niemieckich. Atak nastąpił przed świtem o 5:30 rano, szturmem brytyjskiej, kanadyjskiej i południowoafrykańskiej piechoty na długości frontu 30 kilometrów. W początkach bitwy żołnierze korpusu kanadyjskiego (części Kanadyjskich Sił Ekspedycyjnych), po raz pierwszy w pełnym składzie czterech dywizji, atakowali pozycje niemieckie na wzniesieniach w okolicy miejscowości Vimy zmuszając wojska niemieckie do wycofania.
Po 39 dniach bitwy łącznie po obu stronach było około 300 000 rannych, zaginionych lub zabitych.